# Lo’eau LaBonta
Lo’eau LaBonta (* 18. März 1993) ist eine US-amerikanische Fußballspielerin.

## Karriere

### Verein
Während ihres Studiums an der Stanford University spielte LaBonta von 2011 bis 2014 für die dortige Universitätsmannschaft der Stanford Cardinal und lief parallel dazu von 2012 bis 2013 sporadisch für die W-League-Franchise Los Angeles Strikers auf. Anfang 2015 wurde sie beim College-Draft der NWSL in der vierten Runde an Position 34 vom Sky Blue FC verpflichtet. Ihr Ligadebüt gab LaBonta am 12. April 2015 gegen den amtierenden Meister FC Kansas City als Einwechselspielerin. Nachdem sie am Ende der Saison 2015 von ihrer Franchise freigestellt worden war, wechselte sie im Mai 2016 zum amtierenden Meister FC Kansas City. Zur Saison 2017/18 zog LaBonta zum australischen Erstligisten Western Sydney Wanderers weiter.

### Nationalmannschaft
Anfang 2015 kam LaBonta im Rahmen des Sechs-Nationen-Turniers in La Manga zu einem Einsatz in der US-amerikanischen U-23-Nationalmannschaft.